# Socha Jana Pernera (Česká Třebová)
Socha Jana Pernera je bronzová plastika moderního stylu od Jaromíra Garguláka umístěná na Náměstí Jana Pernera u železniční stanice v České Třebové.

## Historie a popis díla
O vítězném návrhu na sochu připomínající Jana Pernera rozhodovala rada města dne 23. prosince 2009. Vybírala ze čtyř návrhů od Jaromíra Garguláka, Stefana Milkova, Jana Hendrycha a Ladislava Sorokáče, přičemž zvítězil Gargulákův návrh. K umístění sochy na nově zrekonstruované náměstí nově nesoucí Pernerovo jméno došlo 1. září 2010. Téměř ihned po instalaci vyvolalo dílo vlnu kritiky jak od veřejnosti, tak od České komory architektů. Zatímco laická veřejnost sochu odsuzovala pro její rachitický vzhled, komora architektů kritizovala samotnou soutěž. Následně vznikla petice za odstranění sochy, což město odmítlo.

## Další informace
Další socha Jana Pernera se nachází v Pardubicích v prostoru před hlavním nádražím.